# Ctenopharynx intermedius
Ctenopharynx intermedius és una espècie de peix de la família dels cíclids i de l'ordre dels perciformes.

## Morfologia
- Els mascles poden assolir 21 cm de longitud total i les femelles 16.[1][2]

## Alimentació
Menja plàncton.

## Hàbitat
És una espècie de clima tropical que viu entre 3-60 m de fondària.

## Distribució geogràfica
Es troba a Àfrica: sud del llac Malawi i riu Shire.